# Цвиленев, Николай Фёдорович
Николай Фёдорович Цвиленев (1852, Тула, Российская империя — 1934, Симферополь, Крымская АССР, РСФСР, СССР) — русский революционер, народник.

## Биография
Родился в дворянской семье, отец — отставной штабс-капитан, помещик Елецкого уезда Орловской губернии. В семье было четверо детей, девочки — Софья и Александра, мальчики — Николай и Виктор. 

Занимался с домашним учителем.

В 1864 году поступил в 3-й класс Тульской мужской гимназии. В конце 1872 года вошел в местный гимназический кружок самообразования.

Окончил гимназию (вышел из 8-го класса) и осенью 1873 года поступил в Медико-хирургическую академию. Поселился вместе со своими земляками на общей квартире на Петербургской стороне, на Монетной улице. На квартире бывали В. Ивановский и другие, которые вели противоправительственную пропаганду среди рабочих, принимал участие в этой же пропаганде, был близко знаком с П. Алексеевым. 

Весной 1874 года «пошел в народ». В мае 1874 года был во Владимирской губернии, у В. Ивановского, в имении Субботиных в с. Подворгольском, где учительницей была В. Батюшкова, в Орле. 

В середине июня 1874 года приехал в Новочеркасск, познакомился с местными народниками и затем вёл пропаганду среди крестьян, занимаясь сельскохозяйственными работами в Области Войска Донского. 

Осенью 1874 года вернулся в Петербург, где работал в небольшой слесарной мастерской на Лиговке. В то же время был принят в кружок чайковцев. 

В апреле 1875 года отчислен из академии и был командирован чайковцами в Москву, с целью укрепления руководства «Всероссийской социально-революционной организации», ввиду происшедшего в начале апреля ареста руководителей и активных членов этой организации. 

Вместе с В. Батюшковой, Н. Армфельд и Л. Ивановым сумел связаться с заключенными товарищами. 

Летом 1875 года принимал активное участие в попытке освобождения из тюрьмы Тверской полицейской части Н. А. Морозова, однако попытка не удалась, вскоре Морозова перевезли в Санкт-Петербург. 

Организовал транспорт нелегальной литературы на германо-российской границе. Планировал с В. Батюшковой и Н. Армфельдт уехать для пропаганды в одну из губерний Европейской России. 

Арестован на квартире В. Батюшковой вместе с ней и Н. Аносовым в Москве вечером 10 августа 1875 года. Содержался сначала в Сретенской полицейской части, а затем перевезён в Санкт-Петербург в Дом предварительного заключения. 

Привлечён к дознанию по делу о противоправительственной пропаганде (Процесс пятидесяти). Предан суду Особого Присутствия Правительствующего Сената 30 ноября 1876 года по обвинению в составлении противозаконного сообщества, участии в нём и в распространении преступных сочинений (Процесс пятидесяти).

Был под судом с 21 февраля по 14 марта 1877 года. Признан виновным в принадлежности к противозаконному сообществу со знанием о его целях и приговорён к лишению всех прав и к ссылке в Иркутскую губернию с воспрещением отлучек с места жительства в течение 4-х лет и выезда в другие губернии и области Сибири в течение 12 лет.

По Высочайшему повелению 14 августа 1877 года лишён прав. 

Принимал участие в беспорядках среди заключённых 13 июля 1877 года в Доме предварительного заключения (боголюбовская история). 

В Доме предварительного заключения с разрешения администрации обвенчался с Варварой Николаевной Батюшковой. 

Переведён в Литовский замок, из которого отправлен в Сибирь. 

В декабре 1877 года прибыл с женой в Иркутск и 23 января 1878 года определён на жительство в с. Малышовке, недалеко от Балаганска (Идинская волость, Балаганский округ, Иркутская губерния). 

В 1879 году помог скрываться бежавшему В. Дебогорию-Мокриевичу. 

Занимался сельским хозяйством и медицинской практикой; был выбран, но не утвержден попечителем школы в с. Малышовке. 

По всеподданейшему докладу министра внутренних дел, утвержденному 5 июля 1884 года, восстановлен в утраченных по суду правах с подчинением гласному полицейскому надзору в Иркутской губернии в течение 5-ти лет, сроком с 5 июля 1884 года. 

В начале лета 1889 года по манифесту получил разрешение возвратиться в Европейскую Россию с оставлением под негласным надзором, без права проживания в Москве и Санкт-Петербурге. 

Выехал 29 июня 1889 года после 12 лет ссылки из Балаганска в Орловскую губернию. Жил с семьёй в родовом имении в с. Озёрки (Елецкий уезд, Орловская губерния). Принимал активное участие в организации помощи во время голода 1891—1892 годов В 1890-х годах избран гласным Орловского губернского земства.

В 1894 году получил, по прошению, право повсеместного проживания. 

В 1898 году — член Елецкой уездной земской управы. 

Негласный надзор прекращен по циркуляру Департамента полиции от 12 марта 1903 года. 

В 1906 году вынужден был оставить работу в земстве, вследствие доноса о том, что принимал участие в организации «Крестьянского союза». 

В 1917 году был председателем продовольственного комитета по Сумскому уезду Харьковской губернии, где жил с семьёй.

В 1918 году в связи с болезнью дочери выехал в Крым, где работал в кооперативном обществе и в учреждении Народного комиссариата здравоохранения РСФСР.

Член Всесоюзного общества бывших политкаторжан и ссыльнопоселенцев.

Автор воспоминаний.

## Семья
Сестра:
- Софья Федоровна (по мужу Витютнева; 1850—1913, Москва) — акушерка, фельдшер Ялтинской земской больницы, член партии «Народная воля», член партии эсеров, председатель Ялтинского комитета партии социалистов-революционеров.

Жена:
- Батюшкова, Варвара Николаевна

Дочь:
Цвиленева Наталья Николаевна — участница революционных событий 1905—1907 гг.

## Литературные труды
- Словарь Граната, т. 40, стр. 514—540 (Автобиография Н. Ф. Цвиленева).
- Н. Цвиленев, «Революционер-рабочий П. Алексеев». — «Каторга и Ссылка» 1927, V (34), 162—169 (Неопубликованные письма П. Алексеева к Н. Ф. Цвиленеву).
- Н. Цвиленев, «Каторга и Ссылка» 1930, VI (67), 142—158 (О В. Н. Батюшковой-Цвиленевой).

## Примечание
1. ↑  По другим сведениям — в селе Озёрки Елецкого уезда Орловской губернии.
2. ↑  ГАРФ. Ф. А539. Оп.6. Д. 6005. Л. 8.
3. ↑  В окрестностях этого села были также имения Буниных и Рыжковых.
4. ↑  «Крестьянский союз» — массовая общественно-политическая организация в России в 1905-07 гг. (470 местных организаций, ок. 200 тыс. членов). Программа: национализация земли, созыв Учредительного собрания. Связан с Петербургским советом рабочих депутатов, поддерживал «Трудовую группу» в Государственной думе.
5. ↑  Тезисы докладов к научной конференции, посвященной 200-летию со дня рождения К. Н. Батюшкова(44). Дата обращения: 20 октября 2012. Архивировано 8 октября 2007 года.